# Protium subserratum
Protium subserratum är en tvåhjärtbladig växtart som först beskrevs av Engler, och fick sitt nu gällande namn av Engler. Protium subserratum ingår i släktet Protium och familjen Burseraceae. Inga underarter finns listade i Catalogue of Life.